# 赵廷俊
赵廷俊（1918年1月—2000年11月），山西长子县一区河头村人，中华人民共和国政治人物。

## 生平
1950年11月，入沧工作的6名中共党员组建了中共沧源县人民政府党支部，书记吴任；同时，澜(沧)、宁(洱)、(沧)源中心情报站和中国人民解放军宁洱分区基干二团入沧工作的12名党员，组成了中共沧源工作队临时支部。1951年5月初，国民党李弥残部进攻沧源，中共机关干部撤离，两个党支部被迫停止活动。同年7月，中共沧源县工作委员会成立，书记张春雅；1952年8月，中共沧源县委成立，赵廷俊出任首位书记，兼任政协沧源县第一、二届委员会主席。从1953年起，县委采取“积极慎重”的方针，按“先机关后农村”的步骤开展党的组织发展工作，1956年后开始在岩帅、勐省、勐董三区群众基础较好的贺南、贺勐、南撒、坝卡等乡开展建设试点。1962年6月，调中共临沧地委任副书记。1971年6月至1976年10月，再任中共临沧地委副书记。2000年11月在昆明去世。